# Catherine Uju Ifejika
 Catherine Uju Ifejika (sinh ngày 28 tháng 10 năm 1959) là luật sư người Nigeria và Chủ tịch/Giám đốc điều hành của Brittania-U Nigeria Limited (BUNL); một công ty dầu khí bản địa để thăm dò và sản xuất ngược dòng, và Brittania-U Ghana Limited (BUGL). Bà được cho là một trong sáu người phụ nữ quyền lực nhất về dầu khí trên thế giới  và là một trong những phụ nữ giàu nhất châu Phi. Bà đã nhận được cả giải thưởng quốc gia và quốc tế cho các hoạt động tốt nhất trong lãnh đạo doanh nghiệp.

## Cuộc sống ban đầu
Catherine Uju Ifejika sinh ngày 28 tháng 10 năm 1959  tại Opobo ở Rivers State với tù trưởng Clifford Ogwu và Elizabeth Ikpeze. Bà có được giáo dục cơ bản tại Trường tiểu học Đại học, Nsukka và giáo dục trung học của cô tại Trường Nữ hoàng, Enugu, trong số những người khác.
Uju Ifejika tốt nghiệp Đại học Ahmadu Bello, Zaria với Bằng tốt nghiệp Luật và bằng LLB (Hons.) năm 1985. Bà được gọi đến quán bar Nigeria năm 1986. Ngoài việc là thành viên của Hiệp hội luật sư Nigeria, bà còn là thành viên của Viện thư ký và quản trị viên Nigeria (ICSAN) và là thành viên của Viện Trọng tài và Hòa giải.

## Sự nghiệp
Catherine Uju Ifejika đã phục vụ một năm cần thiết trong Quân đoàn Dịch vụ Thanh niên Quốc gia tại Texaco và tiếp tục làm việc trong ngành dầu khí cho Texaco và Chevron. Bà gia nhập Texaco với tư cách là Luật sư cơ sở năm 1987, đã có hai năm làm việc tại Texaco Overseas Oil Unlimited từ năm 1988 đến 1989, và là Quyền luật sư trưởng vào năm 1991. Điều này mang lại cho bà kinh nghiệm trong cả hai khía cạnh thượng nguồn và hạ nguồn của ngành dầu khí. Đến năm 1997, bà là Thư ký Công ty và Giám đốc Quan hệ Công chúng và Chính phủ. Kể từ năm 2003, bà trở thành Thư ký Công ty về các vấn đề công cộng và chính phủ cho Tây Phi, một vị trí mà cô giao dịch với Cameroon, Togo, Bêlarut, Côte d'Ivoire và Cộng hòa Dân chủ Congo. Bà phục vụ trong Ban Giám đốc của Bộ Văn hóa Nghệ thuật Liên bang Nigeria từ năm 2001 đến 2002.
Năm 2007, Uju Ifejika trở thành Chủ tịch/Giám đốc điều hành của Brittania-U Nigeria Limited, một chi nhánh tại Nigeria của công ty dầu khí Brittania-U Group. công ty đã được đăng ký vào ngày 15 tháng 12 năm 1995 theo Đạo luật Công ty Nigeria và Đồng minh vấn đề nhưng không hoạt động cho đến năm 2003. Brittania-U Nigeria đã mua cổ phần của Ajapa Marginal Field, một mỏ dầu khí được cho là có trữ lượng trị giá 4,3 tỷ đô la. Họ đã tận dụng một sáng kiến của chính phủ để phát triển các lĩnh vực cận biên và huy động tiền thông qua các nhà đầu tư địa phương. Ngoài Brittania-U Nigeria, Uju Ifejika đã thành lập Công ty TNHH Thẩm định dữ liệu (2001), Công ty TNHH Thương mại Dầu khí Nexttee Nigeria (2009) và Brittania-U Ghana Limited (2010).
Là một công ty bản địa, Brittania-U Nigeria đã hợp tác với các cộng đồng Nigeria địa phương, thuê người dân địa phương và tham gia vào các chương trình phát triển cộng đồng. Uju Ifejika đã tuyên bố rằng các mục tiêu chính của Brittania-U bao gồm hạnh phúc của mọi người, chất lượng cuộc sống tốt hơn, cơ hội việc làm và môi trường an toàn và sạch sẽ.
Uju Ifejika đã nhận được một số giải thưởng và danh hiệu  bao gồm Giải thưởng Nữ doanh nhân châu Phi 2013 từ Black Pump, một tổ chức phụ nữ phi lợi nhuận có trụ sở tại Los Angeles, California.

## Cuộc sống cá nhân
Catherine Uju Ifejika kết hôn với Emmanuel Ifejika, và có ba con đẻ và ba con nuôi.